# Mortes em novembro de 2009
Mortes em 2009: ← Janeiro – Fevereiro – Março – Abril – Maio – Junho – Julho – Agosto – Setembro – Outubro – Novembro – Dezembro →
A lista a seguir relaciona pessoas notáveis que morreram em novembro de 2009:

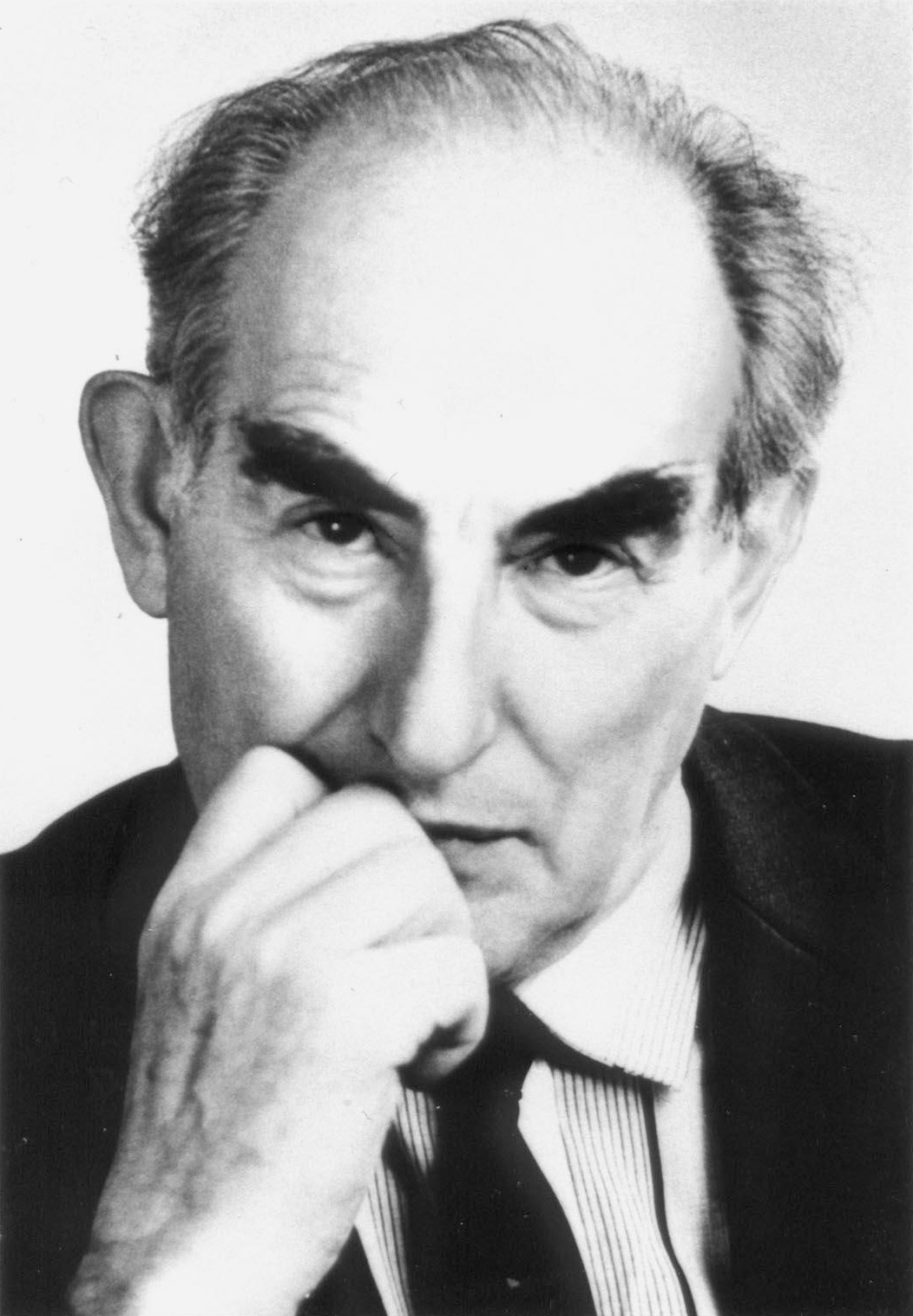
Vitaly Ginzburg, físico russo.

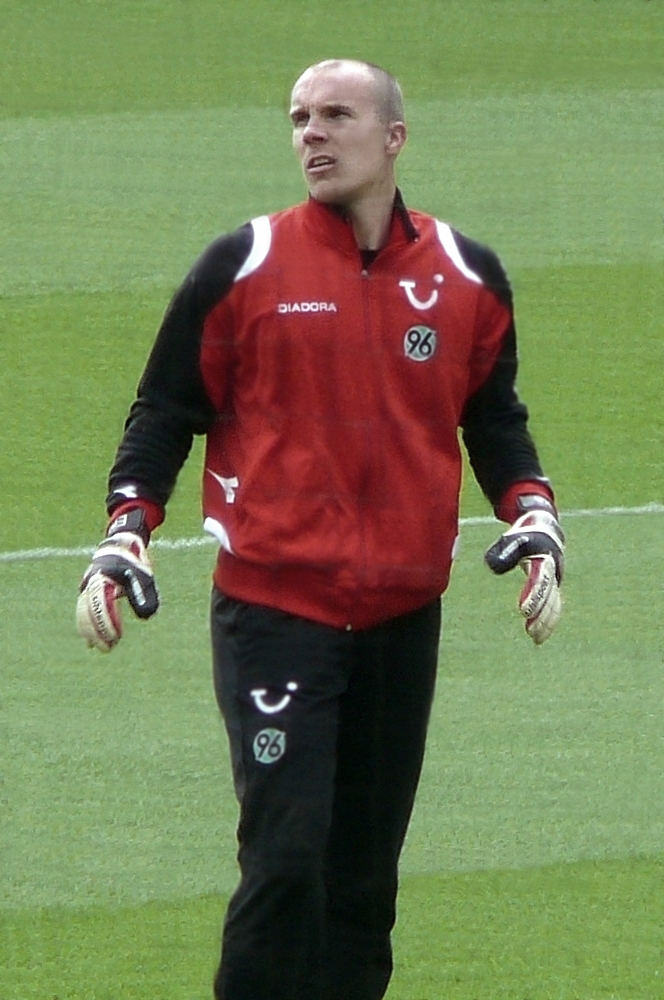
Robert Enke, futebolista alemão.

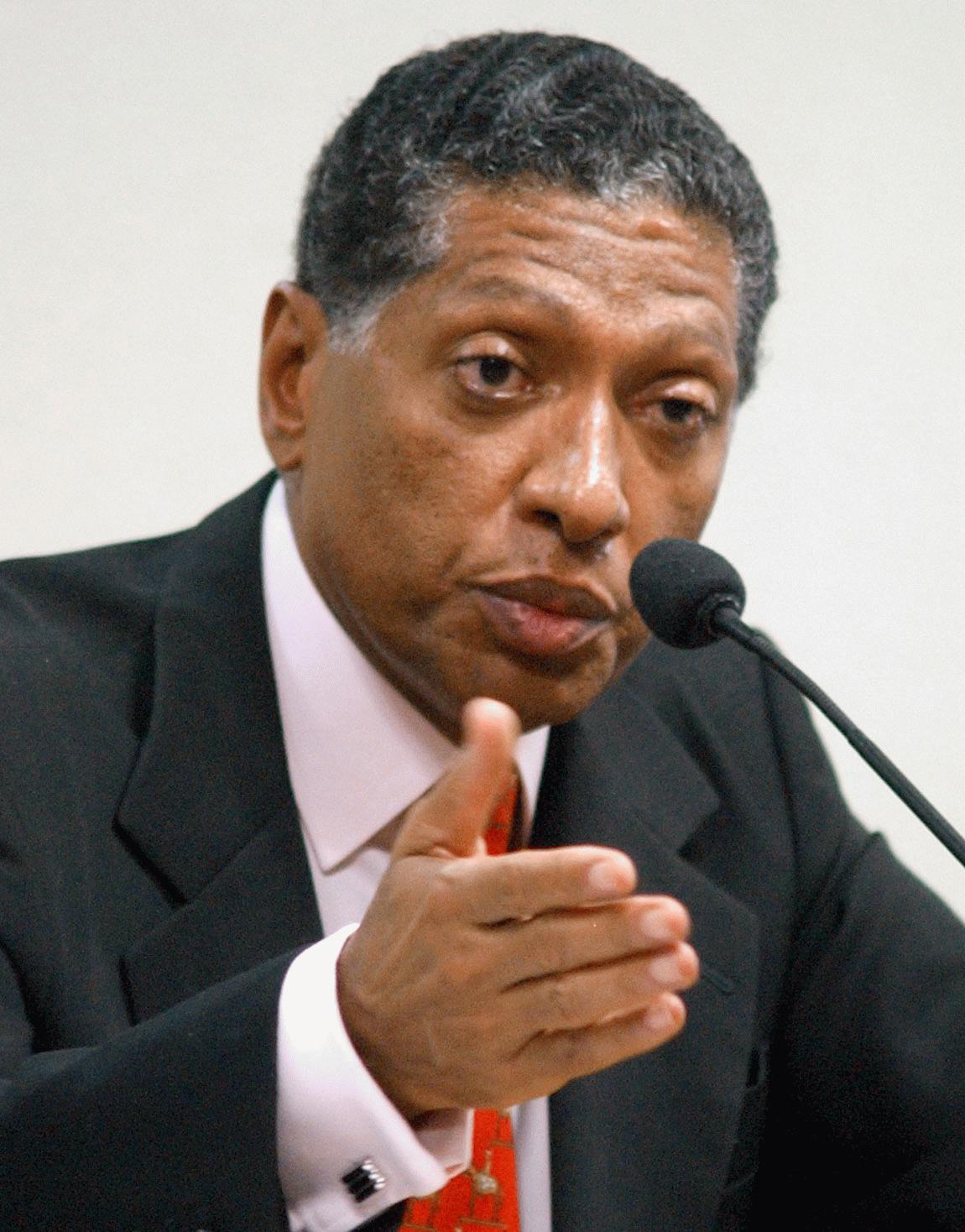
Celso Pitta, político brasileiro.

| Dia | Nome                | Profissão ou motivo de reconhecimento | Nacionalidade          | Ano de nasc. | Ref    |
| --- | ------------------- | ------------------------------------- | ---------------------- | ------------ | ------ |
| 1   | Alda Merini         | Poetisa                               | Itália                 | 1931         | [ 1 ]  |
| 3   | Francisco Ayala     | Novelista                             | Espanha                | 1906         | [ 2 ]  |
| 3   | Jyrki Kovaleff      | Ator                                  | Finlândia              | 1954         | [ 3 ]  |
| 3   | Mestre Verequete    | Músico                                | Brasil                 | 1916         | [ 4 ]  |
| 4   | Ivan Biakov         | Biatleta                              | Rússia                 | 1944         | [ 5 ]  |
| 5   | Dimitri De Fauw     | Ciclista                              | Bélgica                | 1981         | [ 6 ]  |
| 7   | Anselmo Duarte      | Ator e cineasta                       | Brasil                 | 1920         | [ 7 ]  |
| 8   | Vitaly Ginzburg     | Nobel de Física                       | Rússia                 | 1916         | [ 8 ]  |
| 10  | José Afonso Ribeiro | Bispo                                 | Brasil                 | 1929         | [ 9 ]  |
| 10  | Robert Enke         | Futebolista                           | Alemanha               | 1977         | [ 10 ] |
| 10  | Ken Wlaschin        | Escritor, historiador                 | Estados Unidos         | 1934         | [ 11 ] |
| 13  | Mara Manzan         | Atriz                                 | Brasil                 | 1952         | [ 12 ] |
| 15  | Antonio De Nigris   | Futebolista                           | México                 | 1978         | [ 13 ] |
| 16  | Edward Woodward     | Ator e cantor                         | Inglaterra             | 1930         | [ 14 ] |
| 18  | Salem Saad          | Futebolista                           | Emirados Árabes Unidos | 1978         | [ 15 ] |
| 19  | Johnny Delgado      | Ator                                  | Filipinas              | 1948         | [ 16 ] |
| 20  | Celso Pitta         | Político                              | Brasil                 | 1946         | [ 17 ] |
| 20  | Herbert Richers     | Produtor e empresário                 | Brasil                 | 1923         | [ 18 ] |
| 22  | Juan Carlos Muñoz   | Futebolista                           | Argentina              | 1919         | [ 19 ] |
| 29  | Andrew D. Booth     | Cientista                             | Inglaterra             | 1918         | [ 20 ] |
| 29  | Solange Magnano     | Modelo                                | Argentina              | 1971         | [ 21 ] |
| 30  | Paul Naschy         | Cineasta                              | Espanha                | 1934         | [ 22 ] |